# Urmas Klaas
Urmas Klaas (Räpina, 1971. március 17.) észt történész és politikus, 2014. március 9-től Tartu polgármestere.

## Életrajza
Räpinában járt középiskolába, ahol 1989-ben érettségizett. Ezt követően a Tartui Egyetemen tanult történelmet, ahol 1994-ben BsC fokozatot, majd 1988-ban mester fokozatot szerzett.
1994-től 2003-ig a Tartui Egyetem Észt Történelem Tanszékén dolgozott, kezdetben a tanszékvezető asszisztenseként, később oktatóként. Ebben az időszakban a vezető észt napilap, a Postimees szerkesztőjeként is dolgozott. 2004-ben az Észt Oktatási és Tudományos Minisztérium osztályvezetőjeként dolgozott Tartuban.
2004–2007 között Põlva megye elöljárója volt. 2007-ben és 2011-ben is az Észt Parlament (Riigikogu) képviselőjévé választották az Észt Reformpárt színeiben. 2007–2011 között a parlamentbe az Észt–portugál parlamenti csoport tagja volt. 2007-ben, amikor Tartu korábbi polgármestere, Laine Randjärv kulturális miniszteri kinevezése miatt lemondott a városvezetői posztról, Klaasnak felajánlották a polgármesteri jelöltséget, de akkor elutasította. Ekkor Urmas Kruust választották polgármesternek.
2014-ben Urmas Kruus akkori tartui polgármester egészségügyi és munkaügyi miniszter lett Taavi Rõivas első kormányában, ezért lemondott a tartui polgármesteri posztról. Helyette 2014. április 8-án Urmas Klaast választotta meg polgármesternek a Tartui Városi Tanács. 2014 márciusában Klaas az Észt Reformpárt Tartui Városi Szervezetének az elnökévé is választották.
Indult a 2023-as észtországi parlamenti választáson, ahol a nyolcmandátumos 10. sz. választókerületben 8065 szavazattal képviselővé választották. Az összeférhetetlenségi szabályok alapján azonban nem vette át a mandátumát, hanem megtartotta a tartui polgármesteri posztját (a mandátumot Margit Sutrop kapta.)

## Közéleti tevékenysége
2007–2015 között az Észt Tájfutó Szövetség (Eesti Orienteerumisliit) elnöke, 2008–2012 között az Észt Olimpiai Szövetség (Eesti Olümpiakomitee) közgyűlésének tagja, 2011–2015 között az Észt Sportszövetség Igazgatóságának tagja volt.

## Kitüntetései
- Lengyel Köztársaság Arany Érdemkeresztje (2005)
- Dél-észtországi Rendőrkapitányság érdemérme (2006)
- Védelmi Szövetség (Kaitseliit) érdemérmének különleges osztálya (2007)
- Lett Érdemérem 3. osztálya (2019)
- A Védelmi Akadémia rendje (2020)
- A Svéd Királyi Északi Csillagrend parancsnoki keresztje (2023)
- A Finn Oroszlán Lovagrend parancsnoki keresztje (2024)
- Az Észt Külügyminisztérium II. osztályú érdemrendje (2024)